# Chiesa di San Francesco di Paola (Torre Annunziata)
La chiesa di San Francesco di Paola è un edificio di culto cattolico di Torre Annunziata, situata nel quartiere Grazie, facente parte dell'8º decanato della Diocesi di Nola. È dedicata anche alla Madonna delle Grazie da cui la toponomastica della zona.

## Storia
Luogo di culto tra i più antichi della città, la troviamo già nel 1448 come cappella di Santa Maria delle Grazie, eretta accanto alla masseria di Giovan Antonio Servillo. Fu menzionata per la prima volta in documenti ufficiali nel 1625, durante la visita che il Vescovo di Nola fece all'Abbazia della SS. Annunziata, alla Cappella di San Sebastiano, di S. Maria delle Grazie e di S. Francesco:

Distrutta dall'eruzione del Vesuvio del 1631, fu ricostruita, in quanto la si trova citata nella successiva visita del 23 luglio 1649 e riportata inoltre sulla pianta di Torre dell'Annunciata, compilata il 12 gennaio 1651 da Antonio Tango per il principe di Gallicano, segnata nello stesso posto in cui c'è l'attuale chiesa.

Nel 1765 la Famiglia Genzano, ultima feudataria di Boscoreale, il cui territorio all'epoca arrivava fino al mare, costruì la chiesa ampliando la vecchia cappella. Dotata di ipogeo in un'epoca in cui non esistevano i cimiteri, qui si seppellivano i bambini che morivano nei quartieri Grazie e Annunziata.
Il 3 dicembre 1794 il Principe di Frasso Gerardo Dentice Massarenghi, concesse in enfiteusi perpetua il giardino accanto alla Chiesa di Santa Maria delle Grazie, al rettore della stessa chiesa, diritto passato in eredità. L'11 giugno 1898 la chiesa si aggiudicò il giardino che fu messo all'asta, in seguito all'esproprio degli eredi da parte della pretura di Torre Annunziata.

In una nicchia della cappella, dagli inizi del XIX secolo c'era una statua di San Francesco di Paola, a cui i fedeli erano molto devoti, al punto che gli eressero una cappella in cui fu collocata il 5 novembre 1885. In realtà in onore di questo santo, già nel 1448 gli fu dedicata una piccola cappella nella Masseria Cirillo. Al suo posto fu collocata una statua di Sant'Antonio abate, mentre la chiesa grazie a 6000 lire offerte dai devoti, fu abbellita con stucchi, marmi e affreschi. Nel 1887 grazie ad ulteriori offerte fu costruito l'altare in marmo e si ingrandì la sacrestia. Tra il 1906 ed il 1907 la chiesa fu ulteriormente abbellita.

Filiana della Basilica Ave Gratia Plena, fu elevata a parrocchia il 29 giugno 1953 su decreto di Adolfo Binni Vescovo di Nola. Nella chiesa attuale, dell'antica cappella non vi sono più tracce.